# Yarsop
Yarsop – przysiółek w Anglii, w Herefordshire, w dystrykcie (unitary authority) Herefordshire. Leży 13 km od miasta Hereford i 203.6 km od Londynu. Yarsop jest wspomniana w Domesday Book (1086) jako Ardes/Edreshope/Erdeshop/Erdesope.